# Alexius von Speyer
Alexius von Speyer, son vrai nom Georg Friedrich Sylvius Waldner (né en 1583 à Kirrweiler dans le Palatinat rhénan et décédé le 19 juillet 1629 à Altdorf, canton suisse d'Uri) fut un prêtre catholique de l'évêché de Spire, capucin, diplomate au sein du nonce apostolique en Suisse et le plus proche collaborateur de Saint Fidèle de Sigmaringen.

## Biographie

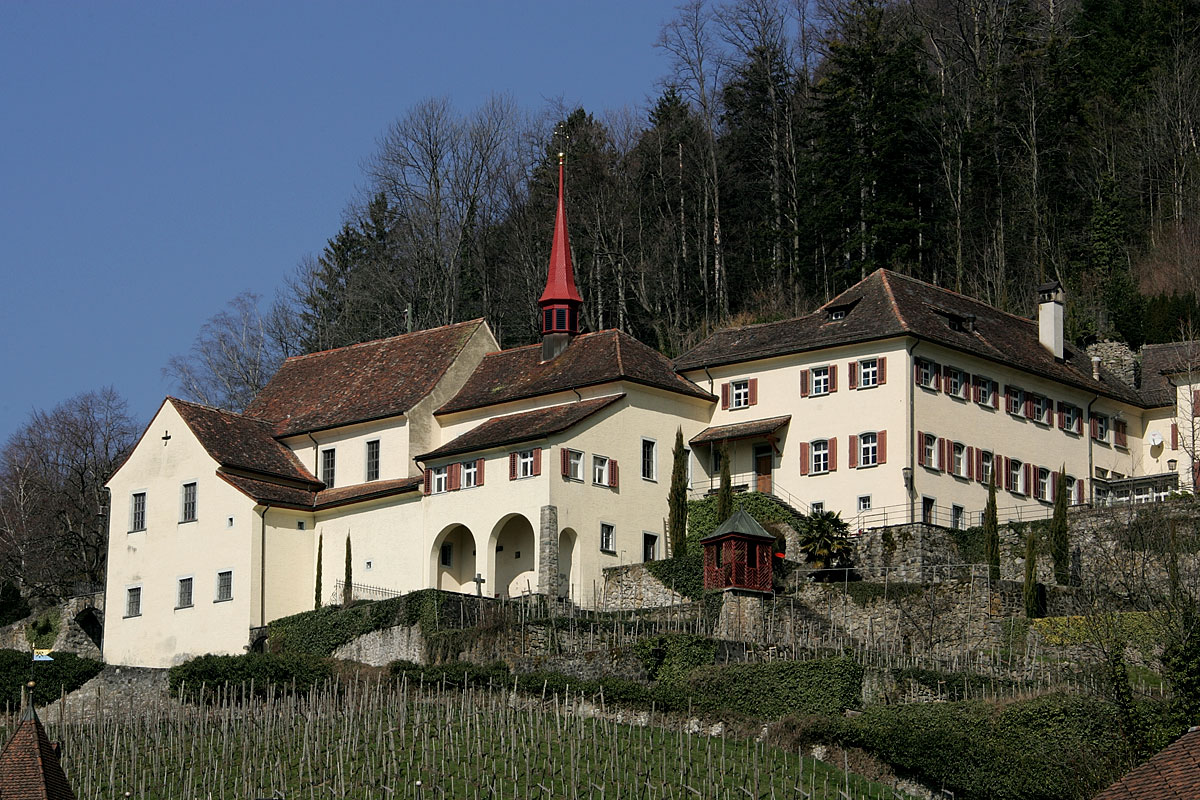
le monastère de Tous les Saints à Altdorf (Uri). C'est ici qu'Alexius von Speyer entre dans les ordres Capucins et y mourra en 1629.

### Origines
Alexius von Speyer est né sous le nom de Georg Friedrich Sylvius Waldner dans le village de Kirrweiler, une enclave territoriale du diocèse de Spire, (Palatinat rhénan) . Après avoir entamé des études de rhétorique, il décida d'entrer dans les ordres comme moine capucin.

### Père capucin
À 19 ans (en 1602), il voyage à Altdorf, dans le canton suisse d'Uri, sous le nom monastique Alexius et vit dans le monastère local de tous les Saints, le plus ancien couvent des capucins au nord des Alpes. selon la tradition capucine au nom religieux d'« Alexius » (i.e. un surnom), on ajoute l'origine, et dans ce cas « Spire », son diocèse d'origine.
Après une année de mise à l'épreuve, il présente devant le père Antoine de Cannobio, la profession religieuse, il étudie la philosophie et la théologie et est ordonné prêtre.
En raison de ses compétences rhétoriques et de sa piété le Père Alexius est nommé prédicateurs dans les villes de Tann, Rheinfelden, Rapperswil, Appenzell et Altorf.

### Missionnaire
En 1621, les Autrichiens occupaient le bas Engadine et Prättigau en Suisse et ont entamé la re-catholicisation des protestants des Grisons (parties encore arrachées au pays). En 1622, Fidèle de Sigmaringen capucin assassiné puis canonisé plus tard, devient la tête de la Congrégation romaine pour la propagation de la foi dans la mission fondée à  Rätien. Le père Alexius von Speyer devient son plus proche collaborateur et son député,.

## Littérature
- Laurenz Burgener: „Helvetia Sancta oder Leben und Wirken von heiligen, seligen und frommen Personen des Schweizerlandes“, tome 3, Benziger Verlag Einsiedeln, 1862 Komplettscan des Eintrages
- Magnus Künzle: „Die schweizerische Kapuzinerprovinz“ (Festschrift zur 400-Jahr- Feier), Benziger Verlag Einsiedeln, 1928 Textausschnitte über Alexius von Speyer
- Rudolf Olaf Tönjachen: „Baldiron und die drei rätischen Bünde“, Engadin Press, 1929, Textausschnitt zu Pater Alexius mit Charakterisierung
- Matthias Ilg, Matthias Asche et Anton Schindling: „Das Strafgericht Gottes“, page 313, Aschendorf Verlag, 2001,  (ISBN 3-402-05910-X) Textausschnitt zu Alexius von Speyer